# شعار ألمانيا
يعد شعار ألمانيا، بالإضافة إلى شعار النمسا، أقدم شعار دولة مستعمل في أوروبا والعالم بأسره. ألوان الشعار نفسها مستوحية من ألوان العلم الألماني (الأسود، والأحمر، والأصفر).

## التطور التاريخي لشعار ألمانيا

شعار ألمانيا في 1446
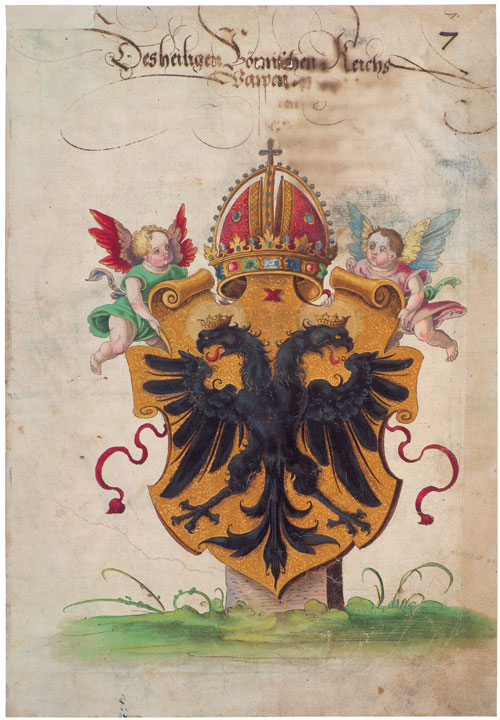
شعار ألمانيا في (1446-1765)
شعار ألمانيا في 1765
شعار ألمانيا في (1804-1806)
شعار ألمانيا في 1815
شعار ألمانيا في (1815-1848)
شعار ألمانيا في 1848
شعار إمبراطور ألمانيا
شعار ألمانيا في 1871
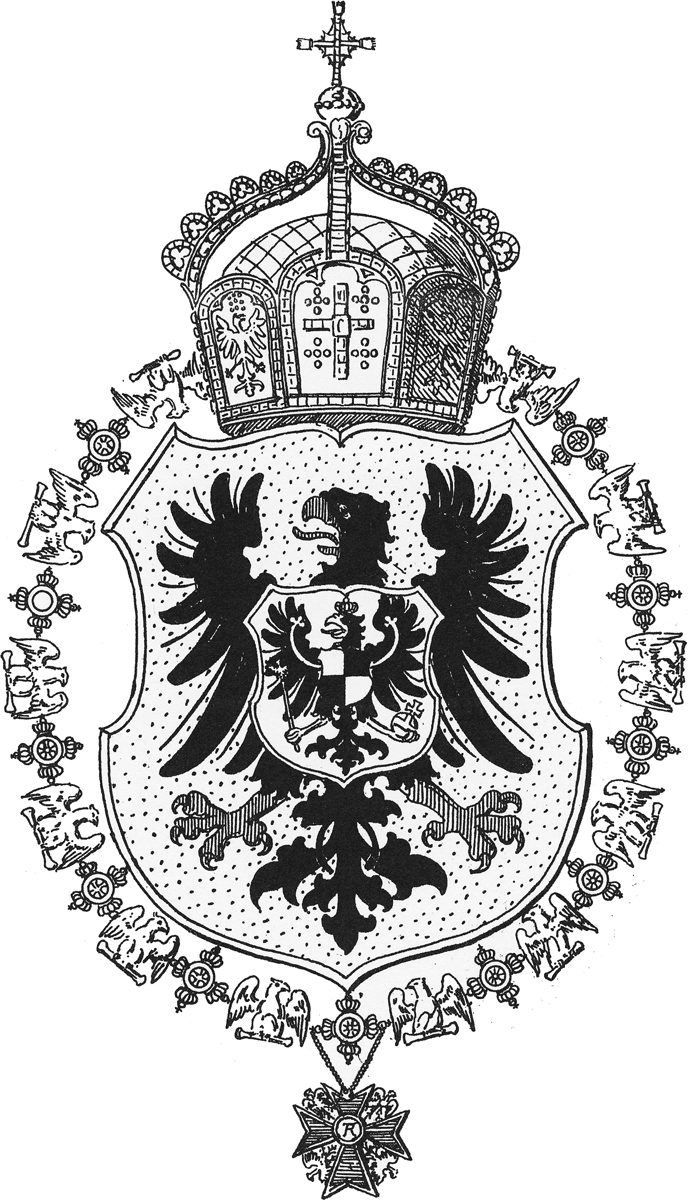
شعار ألمانيا في (1871-1889)
شعار ألمانيا في (1889-1918)
شعار ألمانيا جمهورية فايمر في (1919-1933)
شعار ألمانيا النازية (1933-1945)
شعار ألمانيا الشرقية في (1950–1953)
شعار ألمانيا الشرقية في (1953–1955)
شعار ألمانيا الشرقية في (1955–1990)